# Военный переворот в Таиланде (2014)

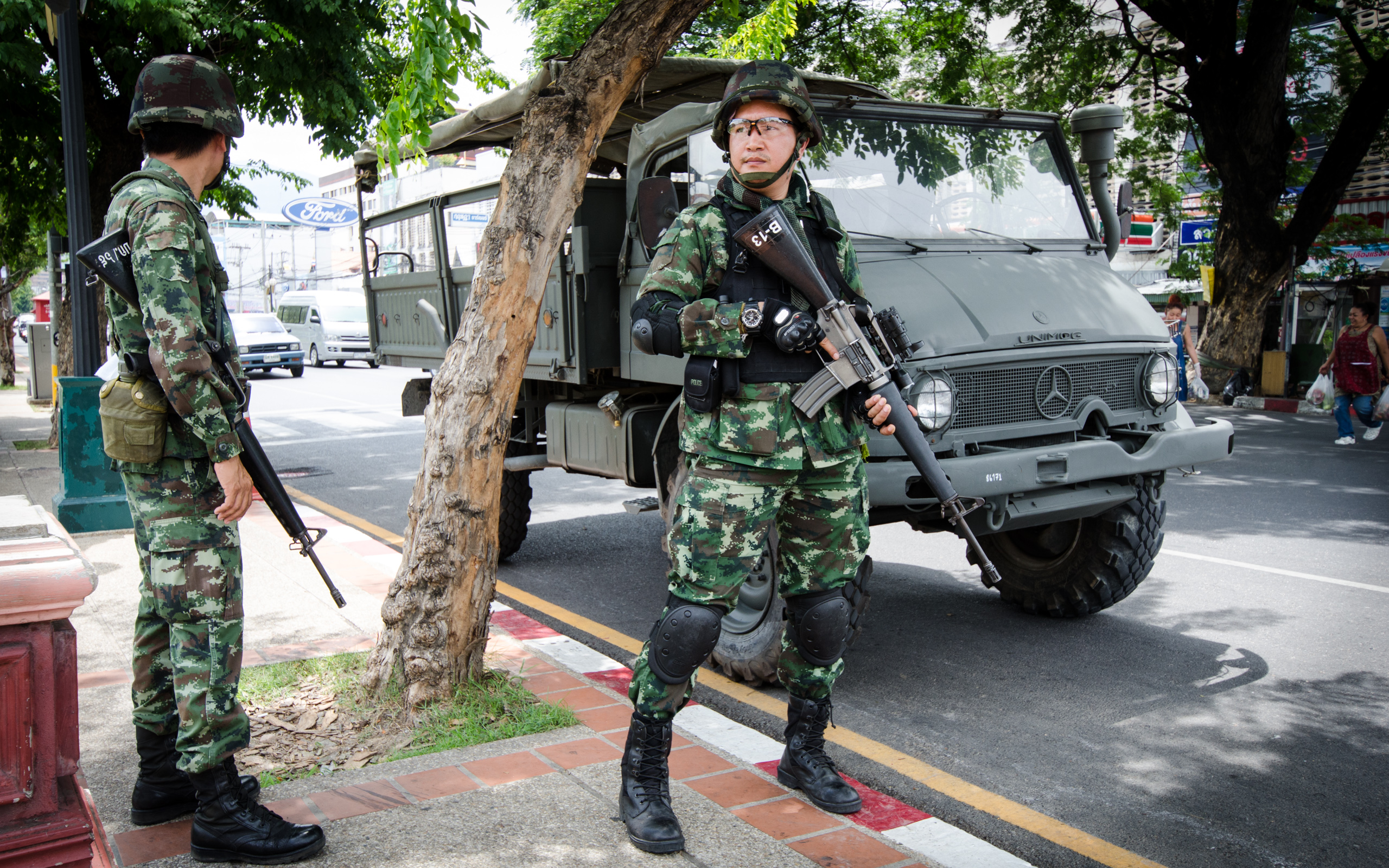
Военные перед Унимогом

Военный переворот 2014 года в Таиланде произошёл в четверг 22 мая под непосредственным руководством командующего Королевской армией Таиланда генерала Праюта Чан-Оча после введения военного положения из-за непрекращающегося политического кризиса и невозможности анти- и проправительственных демонстрантов прийти к согласию.

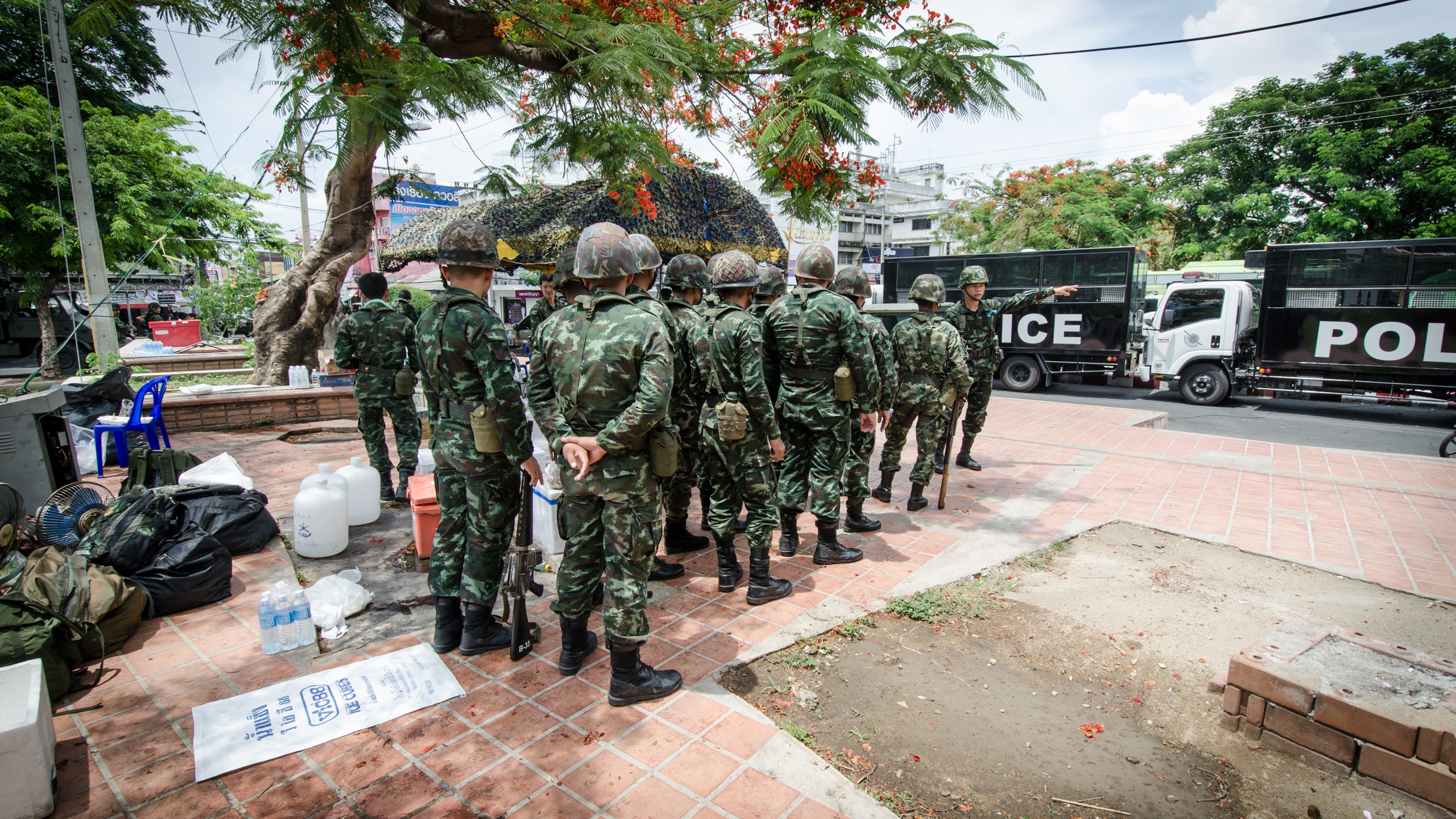
Отделение слушает приказ

Чан-Оча возглавил созданный им и командующими всех видов вооружённых сил и полиции Национальный совет для мира и порядка, а позже занял пост премьер-министра военного правительства.
В результате переворота экс-премьер Таиланда Йинглак Чиннават покинула страну, был введён комендантский час и цензура в СМИ, прекращено действие Конституции, арестованы видные политические деятели, разогнаны лагеря протестующих, распущен Сенат — верхняя палата парламента Таиланда.
В итоге было сформировано переходное правительство и принята новая Конституция.

## Хроника

### Введение военного положения

#### 20 мая
20 мая в 5 часов утра (02:00 по московскому времени) в прямом эфире всех национальных телеканалов к подданным Таиланда обратился командующий сухопутных войск генерал Прают Чан-Оча и объявил о введении во всей стране военного положения для «поддержания законности и порядка» после антиправительственных протестов, в результате которых погибли 28 человек и сотни получили ранения. В зачитанном им приказе № 1, подчёркивалось, режим военного положения заменил действовавший до сих пор более мягкий «особый режим», введённый правительством в Бангкоке и ближайших провинциях в соответствии с законом о внутренней безопасности. В официальном заявлении командования говорится, что цель введения военного положения — «восстановить мир и порядок для людей, представляющих все стороны», подчеркнув, что «военное положение — это не государственный переворот, нет необходимости поддаваться панике, люди могут вести прежний образ жизни». В соответствии с Конституцией Таиланда, армия имеет право объявить военное положение в случае, если срочно необходимо принять меры для обеспечения безопасности в обществе.
Старший советник по вопросам безопасности премьер-министра Таиланда Парадон Паттанабут заявил, что правительство не было проинформировано о введении военного положения, и, что «временное правительство во главе с исполняющим обязанности премьер-министра Ниваттхумронгом Бунсонгпайсаном продолжает работать. Ничего не изменилось, за исключением того, что армия теперь отвечает за вопросы национальной безопасности». Официальный представитель армии, полковник Винтхай Сувари подтвердил, что введение военного положения не повлияет на работу временного правительства — «Это военное положение вводится для восстановления мира и стабильности. Правительство продолжит свою работу». Утром приказом № 2 генерала Праюта Чан-Оча было создано военное Командование по обеспечению мира и порядка, сменившее смешанный военно-полицейский правительственный Центр по обеспечению мира и порядка, следивший за соблюдением особого режима. Приказом № 3 на 9 часов утра (06:00 по московскому времени) была назначена встреча Командования по обеспечению мира и порядка с руководителями всех министерств и ведомств уровня постоянного секретаря (постоянного заместителя министра) в центральном клубе сухопутных войск, так как все гражданские госслужащие по закону переподчинены военным. Приказом определено, что все государственные и частные телевизионные каналы и радиостанции страны обязаны в первую очередь передавать заявления КОМП, прерывая для этого свой обычный эфир, и обязаны обеспечивать КОМП бесперебойную одностороннюю связь с регионами страны, чтобы доносить до всех провинций содержание заявлений КОМП в режиме реального времени. Одновременно, военные заняли клуб королевской полиции, в котором до утра работал Центр по обеспечению мира и порядка. Воинские подразделения заменили полицию в охране митинга «краснорубашечного» Объединённого фронта за демократию против диктатуры в поддержку правительства. На странице лидера ОФДД Чатупхона Промпхана в «Facebook» около 7 утра (03:00 по московскому) появилась запись о том, что «войска окружают площадку митинга», призвав продолжать митинг, «не мешая военным» и «не впадая в панику».
Приказом № 4 генерала Праюта Чан-Оча зачитанным в прямом эфире государственного телеканала Thai PBS были ограничены политические митинги и собрания рамками двух действующих площадок анти- и проправительственного протеста:
Продолжающим митинги на улицах города приказываю оставаться на территории существующих площадок митингов и не выходить за их пределы. Для антиправительственного Народного комитета демократической реформы и поддерживающих его лиц и организаций такой площадкой является занятый ими в настоящий момент участок улицы Ратчадамнен, а для Объединённого фронта за демократию против диктатуры и поддерживающих его лиц и организаций — это занятый ими в настоящий момент участок улицы Уттхаян.
Позже, в объявлении, сделанном радиостанцией сухопутных войск страны, было сказано, что встреча командующего сухопутных войск генерала Праюта Чан-Оча, руководителя Командования по обеспечению мира и порядка с руководителями министерств и ведомств перенесена на 14:00 (11:00 по московскому). Также было сообщено, что в полдень в расположении Первой гвардейской дивизии пройдёт встреча командующих видов вооружённых сил Таиланда. В прямом эфире национальных телеканалов свободного вещания, здания редакций которых с трёх утра (00:00 по московскому) заняты военными, был зачитан приказ № 5 Командования по обеспечению мира и порядка, с предложением десяти спутниковым телеканалам «прекратить вещание, чтобы предотвратить искажение информации в новостных сообщениях, что может вызвать недоразумения». Вслед за предложением к десяти спутниковым телеканалам и всем нелицензированным УКВ-радиостанциям прекратить вещание Командованием по обеспечению мира и порядка был выпущен приказ № 6, зачитанный в прямом эфире всех национальных телеканалов, которым запрещается их деятельность, в целях предотвращения распространения искажённой информации и недоразумений, которые могут привести к эскалации политического конфликта.
Особым приказом военного Командования по обеспечению мира и порядка, зачитанным в прямом эфире национального телевидения и радио, была введена частичная цензура СМИ, а именно, государственным и частным телеканалам, радиостанциям, печатным и сетевым СМИ, запрещается публиковать интервью и мнения лиц, способных «запутать общество или спровоцировать насилие», предписывая полиции и аппарату министерства внутренних дел на всей территории страны немедленно пресекать любые заявления и демонстрации против режима военного положения и КОМП:
Запрещается во всех формах и посредством любых источников распространение новостей, которые искажают факты, призывают к восстанию, приводят к непониманию со стороны населения и могут негативно повлиять на предпринимаемые миротворческие меры. Владельцы телеканалов, ведущие эфира и телевизионных или радиопрограмм, журналисты не должны допускать к эфиру и страницам своих изданий учёных и экспертов, бывших государственных служащих, бывших судей и представителей других юридических профессий, бывших членов независимых конституционных организаций, выражающих мнения, которые могут привести к эскалации конфликта, искажению информации, к замешательству в обществе и политическому насилию. Вещание спутниковых телеканалов должно быть прекращено во избежание недоразумений и искажения информации.
На пресс-брифинге в Центральном клубе армии командующий сухопутных войск генерал Прают Чан-Оча сказав, что вооружённые силы «разберутся с теми, кто попытается что-либо решать силой оружия», заявил, что:
Военное положение продлится до полного восстановления закона и порядка в стране. Все политические группировки должны начать между собой договариваться о мирном разрешении кризиса.
Исполняющий обязанности премьер-министра Таиланда Ниваттхумронг Бунсонгпайсан попросил избирательную комиссию страны организовать выборы 3 августа, чтобы политический кризис в стране как можно скорее разрешился:
Правительство направило письмо в избирательную комиссию с предложением организовать выборы 3 августа, что, как мы полагаем, будет уместным. Если комиссия согласится, то на следующей неделе мы можем оформить это указом.
Официальный представитель министерства иностранных дел Таиланда и генеральный директор Департамента информации Сек Ваннаметхи, уполномоченный КОМП провести брифинг для иностранных СМИ, заявил, что КОМП и правительство Таиланда не видят необходимости во введении в стране комендантского часа:
Ни военное командование, ни правительство в настоящий момент не считают необходимым вводить в стране комендантский час, несмотря на объявленное сегодня военное положение. Власти страны стараются не нарушать нормального течения жизни и сохранять в условиях военного положения уважение к правам человека. Это касается и иностранных туристов, отдыхающих в Таиланде: мы будем охранять их право на спокойный отдых.
Военные полностью заменили полицейские контингенты, охранявшие два бангкокских аэропорта Суваннапхум и Донмыанг, установив систему контрольно-проверочных пунктов на подъездах к аэропортам для проведения досмотров на предмет обнаружения оружия или запрещённых веществ.

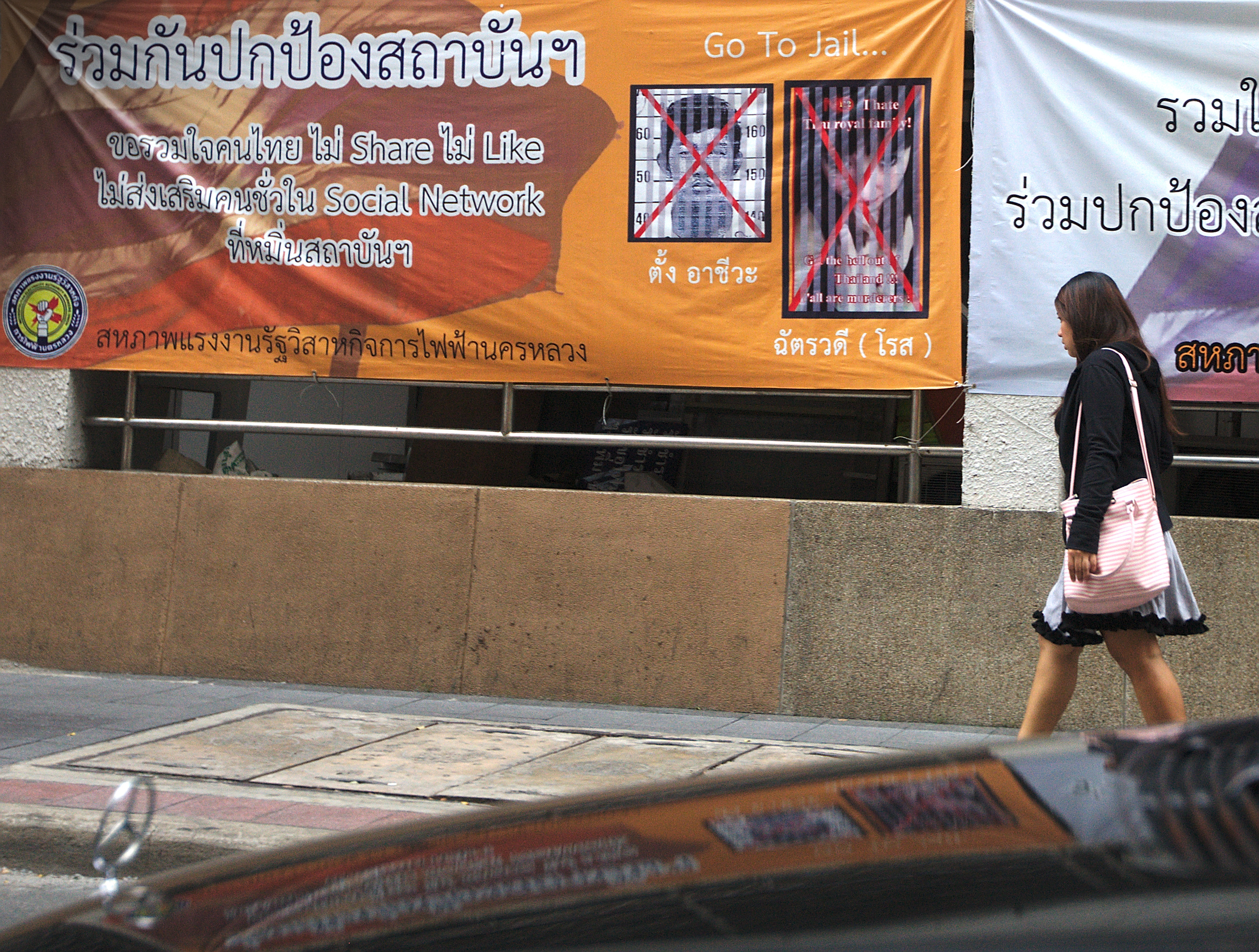
Плакат в Бангкоке, замеченный 30 июня 2014 года, информирует общественность, что действия «лайк» или «поделиться» в социальных сетях могут привести в тюрьму.

Пресс-секретарь протестного движения Аканат Промпан на своей странице в соцсети Facebook сообщил об отмене запланированных на 20 мая протестных маршей по улицам Бангкока. При этом, лидер Объединённого фронта за демократию против диктатуры Джатупорн Промпан заявил, что сторонники правительства, продолжат свою акцию в Бангкоке, сказав, что «ничего не изменилось в нашем намерении бороться и дальше. Пожалуйста, встречайте офицеров улыбкой и доброжелательно».

#### 21 мая
21 мая встреча генерала Праюта Чан-Оча с лидерами политических партий и движений обеих сторон конфликта и представителями центральной избирательной комиссии проходившая с 14:30 до 16:00 (11:30 — 13:00 мск) в центральном клубе таиландской армии в Бангкоке завершилась безрезультатно и, как сообщила радиостанция сухопутных войск Таиланда, продолжится 22 мая в 14:00 (11:00 мск), говорится в сообщении. На это время было временно прекращено уголовное преследование в отношении лидеров оппозиции по обвинению в попытке государственного переворота и государственной измене. На переговорах присутствовали по пять человек от каждой партии и политического движения, члены центральной избирательной комиссии, министры кабинета за исключением и. о. премьер-министра страны Ниваттхумронга Бунсонгпайсана, заранее сообщившего, что не может явиться на встречу. Глава Избирательной комиссии Таиланда Пучонг Нутравонг сказал, что «генерал Прают Чан-Оча попросил нас вернуться домой и подумать о тех вещах, которые мы обсуждали в попытке найти решение для страны».

### Военный переворот

#### 22 мая
22 мая в 17:00 по местному времени Прают Чан-Оча по государственному телевидению объявил о военном перевороте, пообещав восстановить порядок в стране и обеспечить проведение политических реформ:
Переговоры между политическими противниками оказались безрезультатными, власть переходит от временного правительства к Командованию по сохранению мира и порядка, созданному после введения в стране военного положения. Вооружённые силы Таиланда с добрыми намерениями принимают на себя функции правительства с целью обеспечить мир и спокойствие в стране. Это необходимо для поддержания мира и порядка. Приказываю армии, флоту, вооружённым силам и полиции взять власть под свой контроль.
За несколько минут до телеэфира он провёл встречу с представителями оппозиционных сил страны. Около 16:20 здание, в котором проходили переговоры, окружили порядка 300 военнослужащих. Командующий объявил переговоры с политическими противниками бессмысленными и приказал задержать всех участников. Военнослужащие вывели из зала переговоров лидера оппозиционных демонстрантов Сутхепа Тхаугсубана.
В прямом телеобращении к нации официальный представитель военного правительства — комитета по защите национальной безопасности заявил, что:
Настоящим приказом на всей территории Таиланда вводится комендантский час с 22:00 до 05:00 в целях предотвращения беспорядков и кровопролития. Комендантский час введён в действие на неопределённый срок и будет отменён по мере установления порядка и спокойствия.
Официальный представитель военного правительства — комитета по защите национальной безопасности Винтхай Сувари сообщил о введении запрета на вещание всех телеканалов и радиостанций, кроме телерадиослужбы сухопутных войск:
С настоящего момента и до особого распоряжения все телеканалы и радиостанции, как государственные, так и частные, свободного, цифрового, спутникового и кабельного вещания, обязаны прекратить передачу своих обычных программ и транслировать исключительно программу передач радио и телевидения сухопутных войск Таиланда.
Ранее все передачи были прерваны в связи с выходом в эфир прямого обращения к нации Праюта Чан-Оча, заявившего о переходе власти в стране к военным. Вместе с генералом Чан-Оча в студии присутствовали командующие военно-воздушных и военно-морских сил Таиланда, а также начальник главного управления национальной полиции страны. Чан-Оча говорил от имени Комитета по защите национальной безопасности, взявшего на себя полномочия правительства, и от имени вооружённых сил и национальной полиции. Ещё раз генерал Чан-Оча и командующие видов вооружённых сил и полиции появились на экране для того, чтобы зачитать приказ КЗНБ номер 1 от 22 мая 2014 года, которым населению было предписано продолжать нормальную жизнь, а воинским частям и спецчастям полиции — не покидать мест дислокации и не использовать оружие и технику без приказа КЗНБ. Позже патриотические песни были прерваны ещё раз объявлением о введении комендантского часа с 22:00 до 05:00 (19:00 — 02:00 мск) на всей территории страны на неопределённый срок.
Официальный представитель военного правительства сказал, что «настоящим приказом временно, вплоть до особых распоряжений, на территории Таиланда отменяется действие конституции 2007 года», но суды, сенат, избирком и национальная антикоррупционная комиссия продолжают действовать.
Представитель армии в телеобращении к нации объявил о том, что военное правительство Таиланда возглавил командующий сухопутными войсками генерал Прают Чан-Оча:
Настоящим приказом образовано военное правительство Таиланда. Главой правительства назначен командующий сухопутными войсками генерал Прают Чан-Оча.
Представитель военного правительства в прямом эфире телевидения призвал демонстрантов всех политических сил разойтись по домам.
Военное правительство обращается с просьбой ко всем политическим демонстрантам, представляющим все политические силы страны: расходитесь по домам. Бесплатный транспорт будет организованно предоставлен тем, кто в нём нуждается. Те, кто решат отправиться домой самостоятельно, могут это сделать.
В телеобращении было сообщено о официальном запрете гражданам собираться в группы более чем по пять человек: «нарушение этого запрета влечёт за собой наказание в виде одного года тюремного заключения либо штрафа в размере 10 тысяч тайских бат, либо и того и другого». После этого демонстранты поспешили покинуть улицы Бангкока: тысячи «краснорубашечников», нагружённых палатками и чемоданами с вещами, двинулись из восточной окраины Бангкока, которую занимали с 10 мая. Лидер антиправительственных демонстрантов буддийский монах Луангпу призвал своих сторонников расходиться, сказав, что «переворот — это победа».
Представитель военного правительства Таиланда заявил в телеобращении к нации о закрытии всех государственных и частных учебных заведений в стране на период до 25 мая.
Представитель военного правительства огласил в телеобращении к нации список исключений из режима комендантского часа, который объявлен в стране вплоть до особого распоряжения. Передвигаться во время комендантского часа разрешено лицам, выезжающим за границу, или въезжающим из-за границы, сотрудникам неотложных служб, работникам ночных смен предприятий и организаций, включая предприятия гражданской авиации, медицинских учреждений, лицам, следующим в медицинские учреждения, лицам, осуществляющим перевозку скоропортящихся продуктов в торговые предприятия и лицам, чья служба или работа осуществляется по 24-часовому циклу.
Представитель правительства в телеобращении к нации заявил о внесении изменений в приказ № 5, окончательно отменив действие конституции 2007 года и введя цензуру Интернета:
Текст приказа номер 5 следует читать в следующей редакции: действие конституции 2007 года в стране отменяется полностью и окончательно, полномочия временного правительства прекращаются. Сенат продолжает действовать в том составе, в котором он работает на момент выхода настоящего приказа, суды всех уровней продолжают действовать, независимые организации, созданные по конституции, продолжают действовать.
По приказу, любые высказывания в Интернете, способствующие эскалации конфликта и разжиганию ненависти, а также высказывания и сообщения, подстрекающие к сопротивлению властям, будут караться немедленным отключением абонента от сети и уголовным преследованием по закону о военном положении.

#### 23 мая
Представитель военных зачитал в прямом эфире телевидения приказ, к которому приложен список из 22 фамилий лиц, которые обязаны явиться в штаб сухопутных войск 23 мая до 13:30 (10:30 мск). Под первым номером Йинглак Чиннават, затем имена её родственников, занимавших и занимающих государственные посты, в том числе в армии и полиции, бывшего секретаря Йинглак Чиннават по общим вопросам Суранана Ветчачивы, бывшего премьер-министра Сомчая Вонгсавата и его жены, старшей сестры Йинглак Чиннават, бывшего вице-премьера по безопасности Чалема Юбамрунга, члена правительства Таксина Чиннавата (2001—2006) доктора Проммина Летсурадета, личного адвоката Таксина Чиннавата, бывшего министра иностранных дел Таиланда Ноппхадона Паттхамы и других видных сторонников семейного клана Чиннават. Причины вызова не уточняются. Позже, Йинглак Чиннават прибыла в штаб на личном бронированном микроавтобусе, военные запретили 155 гражданам, среди которых политики и активисты, выезжать из страны, а некоторые члены парламента, поддерживавшие прошлую власть, вынуждены скрываться. Одновременно начались производиться аресты бывших членов правительства. В частности, был арестован бывший министр труда Чалерм Юбумрунг и его сын.
Представитель командования армии зачитал в прямом эфире телевидения список из 114 фамилий: лидеры «краснорубашечников», политики противоборствующих партий, бывшие военные и полицейские, которым надлежит явиться к 10 часам утра (07:00 по московскому) 23 мая в штаб армии в Бангкоке. Также, был издан приказ, обязывающий интернет-провайдеров «пресекать распространение слухов, ложной информации, призывов к мятежу» в социальных сетях. Одновременно военные освободили лидера оппозиционной Демократической партии Абхисита Ветчачиву, взятого под стражу сразу после объявления переворота. Однако, лидер антиправительственных манифестантов Сутхеп Тхаугсубан и глав проправительственного движения «краснорубашечников» Джатупорн Промпан, как сообщил источник в военных кругах, «находятся в безопасном месте».
Представитель военного правительства заявил в прямом эфире телевидения о приглашении всех послов иностранных государств и представителей международных организаций, аккредитованных в стране, прийти на встречу с военным руководством 23 мая в 16:00 (13:00 по московскому) в клуб сухопутных войск в Бангкоке. На встрече с дипломатами Прают Чан-Оча заявил, что военное положение завершится новыми парламентскими выборами, смогущими пройти только после необходимых политических реформ. По его словам военное правительство пробудет у власти «столько, сколько будет необходимо», а реформами в это время займутся новосозданные специальный Совет и Национальная ассамблея. Чан-Оча подтвердил, что военное правительство намерено поддерживать отношения со всеми странами и не отказывается от обязательств, взятых прежним правительством.
Генеральный секретарь Национального комитета по телевидению, радиовещанию и телекоммуникациям Таиланда Такон Тханасит заявил, что пять национальных телеканалов возобновят вечером 23 мая нормальное вещание:
Приказом Совета по защите национальной безопасности и порядка с вечера сегодняшнего дня возобновляется нормальное вещание 3, 5, 7, 9 и 11 национальных телеканалов свободного и цифрового вещания.
23 мая около 18:00 по местному времени (15:00 по московскому) военными был перекрыт Мост Дружбы длиной в 1170 метров через реку Меконг соединяющий Таиланд с Лаосом в районе города Нонгкхай, чтобы не допустить выезда лидеров оппозиционного движения «красных рубашек». Движение по мосту разрешено с большими ограничениями, гражданам Таиланда запретили выезжать из страны, однако запрет на пересечение границы не распространяется на иностранных туристов.
Бывший премьер-министр Таиланда 46-летняя Йинглак Чиннават была помещена под домашний арест. Задержание произошло после того, как Чиннават вместе со своей сестрой и её мужем явилась по требованию военных в штаб сухопутных войск, наравне с более 50 из 140 человек, названных в списках, где она добровольно отдала себя в руки военных, чтобы те не преследовали 155 политиков и протестных активистов, тоже вызванных «на ковёр». Среди них и отстранённый от власти и. о. премьер-министра Ниватхумронг Бунсонгпайсан. Всем им запрещён выезд из страны, и они оставлены под «охраной» армии «в безопасном месте».
Официальный представитель вооружённых сил Верачон Сукхондхадпатипак заявил, что все политики останутся под арестом в течение недели, сказав, что «мы просто хотим, чтобы они оставались в стороне от политических событий, чтобы не провоцировать напряжение. Мы хотим дать им немного времени подумать о том, что произошло и происходит», заверив, что все задержанные лица ни в чём не нуждаются и «у них есть всё необходимое». Точное количество задержанных не известно — они были вывезены из Бангкока и находятся на территории пяти военных баз.
На пресс-конференции в Бангкоке заместитель пресс-секретаря сухопутных войск и военного правительства полковник Винтхай Сувари заявил, что все задержанные содержатся в хороших и комфортабельных условиях, соответствующих их статусу:
Бывший премьер-министр Йинглак Чиннават и другие политики, лидеры обеих сторон политического конфликта, останутся под арестом ещё от трёх до семи дней в соответствии с Законом о военном положении.
Из общего количества вызванных — 155 человек — чуть больше половины явились в штаб. Задержания избежали руководители оппозиционной Демократической партии. Наиболее высокопоставленный политик из неявившихся — нынешний лидер партии «Пхыа Тхаи» Чарупхонг Рыангсуван, бывший министр внутренних дел, написал на своей странице в Facebook, что находится на нелегальном положении на северо-востоке страны и не собирается ни признавать переворот, ни «кланяться военным», обратившись к «возрождённому» в соцсети движению сопротивления времён Второй мировой войны «Свободный Таиланд» с призывом «противостоять военной диктатуре».
На встрече с государственными служащими высокого ранга премьер-министр военного правительства Таиланда генерал Прают Чан-Оча заявил, что «прежде, чем проводить выборы, страна должна пройти через реформы в широком спектре различных областей политики, экономики и социальной сферы». Чан-Оча распределил сферы ответственности между участниками переворота — командующими видов вооружённых сил и национальной полиции, взяв на себя ответственность за Центральное командование внутренней безопасности, Совет национальной безопасности, национальную полицию, национальное разведывательное управление и бюро государственного бюджета. Главнокомандующий вооружённых сил Таиланда генерал Танасак Патимапракорн будет курировать министерства иностранных и внутренних дел, обороны, информации и телекоммуникаций. Начальник главного управления национальной полиции генерал Адун Сенгсингкео будет руководить работой администрации и секретариата премьер-министра и правительства, государственного совета, национальной комиссии по делам государственной службы и национального бюро социально-экономического развития. Командующий военно-морских сил адмирал Наронг Пипатанасай — министерство природных ресурсов и окружающей среды, министерства образования, науки и технологий, социального развития и социального обеспечения, туризма и спорта и министерство здравоохранения. Командующий военно-воздушных сил главный маршал авиации Прайин Джантонг — министерства труда, промышленности, финансов, торговли, энергетики, сельского хозяйства и министерство транспорта. На встрече Чан-Оча подробно рассказал планируемом введении трёхуровневого механизма исполнения решений правительства и о том, как такой механизм будет способствовать большей эффективности работы системы управления. Первый, высший уровень — уровень стратегического планирования, а два нижних — уровни оперативного планирования и исполнения. При этой системе генералы-члены военного правительства будут курировать работу групп министерств, которые, в свою очередь, возглавят не министры, а постоянные секретари министерств — постоянные заместители министра, которые одновременно являются старшими по должности и рангу чиновниками своих министерств. Губернаторы провинций, подчинённые министерству внутренних дел, через министерство будут подчиняться военному правительству. Сам 60-летний Чан-Оча выходит в отставку и переходит на пенсию в сентябре 2014 года. По мнению экспертов, он может остаться на должности премьер-министра, став гражданским лицом.
В северо-восточной провинции Конкаен силами 200 солдат были арестованы более 20 проправительственных краснорубашечников, якобы готовивших вооружённое выступление против переворота. У них изъято огнестрельное оружие и ручные гранаты. В Бангкоке около 200 человек собрались на акцию протеста против переворота у стен одного из городских кинотеатров, заклеив себе рты чёрной изолентой и взяв в руки таблички: «У меня есть голос». В ответ на призыв военных расходиться они сказали: «Мы вернёмся домой, но вы должны вернуться в свои казармы», несколько активистов были арестованы. Немногочисленные мирные акции протеста прошли и в «северной столице» Таиланда Чиангмай.
В компании «Аэропорты Таиланда», контролирующей основные аэропорты сообщили, что «аэропорты и перевозчики работают в нормальном режиме. Однако мы советуем всем пассажирам, вылетающим из Бангкока, заложить на дорогу из города в аэропорт не менее трёх часов, чтобы не пропустить рейс из-за сложной дорожной ситуации». Действие комендантского часа с 22:00 до 05:00 не распространяется на иностранных лиц. В крупнейшем аэропорту Суварнабхуми оборудована специальная зона для ночёвки пассажиров. Открыта круглосуточная «горячая линия» для консультаций по всем интересующим вопросам.

#### 24 мая
24 мая представитель военного правительства в прямом эфире национального телевидения заявил о роспуске Сената — верхней палаты парламента Таиланда. В заявлении говорится, что военное правительство «настоящим приказом в соответствии с прекращением действия конституции 2007 года распускает сенат и принимает на себя всю полноту законодательной власти».
Специальным заявлением в прямом эфире национальных телеканалов начальник главного управления национальной полиции генерал Адун Сенгсингкео, участвовавший в перевороте вместе с Чан-Оча, особым приказом военного правительства смещён с должности, выведен из состава правящего Командования по обеспечению мира и порядка, и переведён на «неактивный» пост в аппарате премьер-министра. Тем же приказом освобождены от занимаемых должностей директор департамента особых расследований Тхарит Пхенгдит и генерал Нипхат Тхонглек, постоянный секретарь министерства обороны Таиланда. Все трое имеют репутацию сторонников бывшего премьер-министра Таиланда Таксина Чиннавата, свергнутого предыдущим военным переворотом, и его младшей сестры Йинглак Чиннават.
Название Командования было изменено на «Национальный совет для мира и порядка» или «НСМП» («National Council for Peace and Order», «NCPO»).
В провинции Паттани на юге Таиланда в результате серии из 13 терактов, сопровождавшихся взрывами и перестрелками, погибли два человека, а более 50 получили ранения. Атаки совершались в продуктовых магазинах, офисе местной энергокомпании, на АЗС. Ни одна из сепаратистских группировок, действующих в трёх южных провинциях Таиланда — Паттани, Наратхиват и Яла, пока не взяла на себя ответственность за произошедшее.

#### 25 мая
25 мая на демонстрации в знак протеста против военного переворота вышли около тысячи человек, прокладывая себе путь по главным улицам Бангкока, скандируя «Убирайтесь!», «Долой хунту!», «Остановить переворот!», «Мы хотим демократии!», «У нас есть голос!». У площади Ратчапрасонг произошло столкновение демонстрантов с военными, слышались выстрелы. Тем не менее, протестующие прорвались от торгового центра Central World через заблокированный военными перекрёсток, и дошли до Монумента победы в исторической части города, где устроили митинг. Представитель военных предупредил население не принимать участие в протестах, сказав, что в настоящее время демократические принципы применяться не могут. За участие в этих антивоенных акциях военные арестовали 11 человек.
В прямом эфире национального телевидения представитель военного правительства объявил, о том, что нарушители закона об оскорблении королевского величия, приказов военного кабинета и режима военного положения, начиная с этого дня будут предаваться суду военного трибунала, созданного в соответствии с законом о военном положении 1914 года, введённым в действие 20 мая.
Военные вызвали 18 редакторов СМИ на встречу в формате односторонней дискуссии о том, как газеты освещали переворот, так как ряд изданий подвергли его критике. Так, газета «Бангкок пост» сообщила, что переворот «не является разрешением проблем в стране», в «Nation» сказано, что события в стране вызовут негативную реакцию со стороны мирового сообщества. На главной странице сайта газеты «Prachatai» опубликован лозунг «Prachatai против военного переворота. Мы призываем его устроителей немедленно возвратить власть людям Таиланда».
25 мая Йинглак Чиннават была выпущена из-под стражи. Затем, её доставили к военному руководству и попросили её «помочь в поддержании мира и порядка», потребовав, чтобы она «не принимала участия в протестах и не присоединялась к какому-либо политическому движению». Чтобы выехать за границу, ей придётся запрашивать специальное разрешение от правительства. Позже, по некоторым данным она вновь была помещена под домашний арест.
Заместитель пресс-секретаря министерства обороны полковник Винтхай Сувари сообщил о распространении военным правительством через военных атташе во всех посольствах Таиланда за рубежом заявления, в котором правительствам этих стран разъясняются причины переворота, заключённые в три пункта:

1. Политическая обстановка и политическая среда в Таиланде сильно отличаются от существующих в других странах.
2. Военные власти Таиланда обладают неопровержимыми доказательствами и вескими причинами для переворота и собираются в ближайшее время продемонстрировать эти доказательства и причины международному сообществу.
3. Демократическое правление в Таиланде привело к множеству человеческих жертв.

Сувари добавил, что те, кто выступал за демократические права, «перешли к использованию огнестрельного оружия, атаковав жилища граждан в столице страны. В Таиланде приверженность к демократии выражают иным путём, чем в других странах», дав понять, что поводом к перевороту послужила ночная атака неизвестных лиц на палаточный городок антиправительственных демонстрантов в Бангкоке, когда из проезжавшей машины были брошены две гранаты, а внешний периметр охраны был обстрелян из двух автоматических винтовок. В результате погибли трое охранников и более двадцати были ранены. Полицейское следствие всё ещё продолжается, а ответственность за нападение приписывается сторонникам прежнего правительства.
В штабе сухопутных войск сообщили, что на утро 26 мая запланирована специальная церемония по случаю издания королевского указа, которым король Пумипон Адульядет официально назначит генерала Праюта Чан-Оча руководителем Национального совета для мира и порядка, после чего Чан-Оча обратится к нации с программной речью, в которой обнародует ближайшие шаги военного правительства, включающие создание временной конституции и Национального законодательного совета.

#### 26 мая
26 мая после четырёх дней ареста лидер антиправительственных манифестантов Сутхеп Тхаугсубан и 25 его ближайших помощников были освобождены из-под ареста и доставлены солдатами в Генеральную прокуратуру, где им официально предъявили обвинения в государственной измене, подстрекательству к мятежу, терроризме, после чего Криминальный суд Бангкока избрал им меру пресечения на срок следствия в виде залога до начала слушания дела — приблизительно по 20 тысяч долларов на человека. Кроме того, Тхауксубану было предъявлено обвинение в убийстве 92 человек и причинении ранений более 2 тысячам человек весной 2010 года на демонстрациях в Бангкоке, тогда занимавшему пост вице-премьера по национальной безопасности. Обвинение считает, что приказ об использовании боевых патронов военнослужащими «в целях самообороны» отдали именно он и премьер-министр лидер Демократической партии Апхисит Ветчачива, которому это же обвинение было предъявлено ранее. Если по делу о государственной измене и попытке свержения правительства прокуратура ещё будет решать, давать ли ему ход, то в деле об убийстве обвинительное заключение прокуратуры уже передано в суд. Первое слушание по этому делу в отношении Тхауксубана и Ветчачивы назначено на 28 июля.
Утром 26 мая король Таиланда Пхумипон Адульядет своим указом назначил генерала Праюта Чан-Оча руководителем Национального совета для мира и порядка. По случаю выпуска указа в Бангкоке за закрытыми дверями прошла закрытая специальная церемония, на которой присутствовало руководство вооружённых сил. Сам король на церемонии не присутствовал, но был зачитан указ, в котором говорится, что:
Для восстановления мира и порядка в стране и ради национального единства настоящим указом Его Величество король Пхумипхон Адулъядет назначает генерала Праюта Чан-Оча руководителем Национального совета мира и порядка для управления государством.
На своей первой пресс-конференции Прают Чан-Оча, получив указ о своём назначении, заявил о том, что военное правительство будет заменено временным гражданским, а в королевстве пройдут новые парламентские выборы. Чан-Оча сказал, что «Я здесь для того, чтобы всё исправить. Этот кризис длится уже девять лет», в то же время отказавшись обозначить какие-либо временные рамки преобразований: «Мы будем осуществлять функции управления государством именем короля, чтобы восстановить в стране мир и порядок. Мы усилим правоохранительные функции государства и будем действовать в соответствии с законом. Выборы обязательно будут, и будут так скоро, насколько это позволит ситуация в стране». Чан-Оча обратился к гражданам страны, сказав «Прошу вас, будьте спокойны и терпеливы», извинившись за «необходимость применения жёстких мер» и оправдав введение комендантского часа. На вопрос о том, собирается ли он стать временным премьер-министром, он ответил: «Время покажет. Я надеюсь, что проблемы нашей страны будут решены в скором времени и мы вернёмся к демократической форме правления».
Находящийся в бегах бывший министр образования Чатурон Чайсанг заявил, что генералы подстроили правительству Таиланда и его сторонникам ловушку, усыпив их бдительность организацией мирных переговоров и минутами позже захватив власть, сообщив, что подозревал Чан-Оча в скрытых намерениях, когда тот объявил о введении в военного положения, а через два дня вызвал всех на переговоры, сказав, что «Я чувствовал, чтo что-то не так. Пытался предупредить остальных министров, но не успел. Скорее всего, всё было спланировано заранее», добавив, что подозревает в сговоре с армией роялистов и оппозиционную Демократическую партию. Чатурон сообщил, что не смог связаться ни с одним из своих коллег и опасается, что большинство из них находятся у военных под стражей, выразив сомнения в том, что «краснорубашечники» смогут объединиться и выступить против хунты, поскольку они лишились всех своих лидеров:
Сопротивление уже началось, однако оно кажется очень неорганизованным. Лидеров не осталось. Всё это очень серьёзно. Несколько военных подразделений пытаются найти меня. Кажется, они захватили уже очень многих, и неизвестно, как долго их будут удерживать. Всё это может вылиться в репрессивный режим. Я надеюсь, что против задержанных не будет применяться жёстких мер. Никто из нас не хочет насилия, потому что те, кто сейчас под стражей, не делали ничего плохого, а просто стремились к демократии. Любые выборы после этого будут бессмысленными. Система будет построена таким образом, что ни одна партия, за которую люди будут голосовать, не сможет сформировать правительство.
У монумента Победы в Бангкоке на антимилитаристский митинг собралось около 200 человек, скандировавших: «Генерал Прают, убирайся обратно. Мы хотим демократии!». Площадь была окружена около сотней полицейских и несколькими десятками военнослужащих, с требованием от собравшихся немедленно разойтись, но толпа их освистала. На месте событий дежурили несколько десятков карет «скорой помощи». Горожане продолжили подходить к монументу, несмотря на то, что таиландские СМИ не распространяли сообщений об этом митинге.

#### 27 мая
27 мая в Клубе иностранных корреспондентов Таиланда (FCCT) в Бангкоке бывший министр образования Таиланда Чатурон Чайсанг в правительстве премьер-министра Йинглак Чиннават, подверг военное правительство резкой критике, сказав, что:
Это огромная ошибка, которая может привести только к катастрофе. Военные не имеют необходимого опыта и навыков управления государством. Они не получили поддержки ни от международного сообщества, ни от большинства собственного народа. Кроме того, сопротивление хунте будет расти, и когда военные начнут на него отвечать, они могут оказаться куда более жестокими, чем вам сейчас представляется. Переворот в нынешней обстановке — это путь тех лидеров, которые боятся собственного народа.
После этого военные приступили к его аресту, однако участники брифинга попытались им помешать, но Чайсенг попросил их расступиться: «всё в порядке. Они просто выполняют свой долг». В результате он был арестован и покинул зал в сопровождении солдат. Чатурон Чайсанг является одним из авторов первой в истории Таиланда государственной системы социального обеспечения, ветеран левого крыла таиландской политики. В начале 1970-х годов выступал против военного режима. В 1976 году после очередного путча и резни Чайсан студентом вступил в Коммунистическую партию и скрывался в джунглях. С 2001 по 2006 год Чайсанг вёл социальный блок в правительстве Таксина Чиннавата в качестве вице-премьера. Он отказался 22 мая явиться в штаб армии по приказу военного правительства, после чего написал на своей страничке в соцсети Facebook: «Я ни в чём не виноват. На поклон к военным не пойду. Поймайте меня, если сможете», и называл произошедшие события бедствием для страны, заявляя, что не намерен уходить в подполье или пытаться мобилизовать силы для борьбы с новым режимом. Его дочь, депутат парламента, с 23 мая содержится под арестом вместе с другими политиками.
Национальный совет для мира и порядка обнародовал сообщение о сокращении комендантского часа, и начиная с 28 мая он установлен с полуночи до 04:00 по местному времени. Постоянный секретарь министерства спорта и туризма Таиланда Суват Сидтилау сообщил, что с момента введения военного положения поток туристов из зарубежных стран в Таиланд уменьшился на 20 %.

#### 28 мая
28 мая администрации большинства крупных торговых и развлекательных центров в Таиланде известили своих клиентов, что возвращаются к нормальному режиму работы и вновь будут открыты до 22:00 по местному времени. Был продлён также и график работы общественного транспорта. С момента введения комендантского часа не сообщалось ни об одном случае задержания его нарушителей.
На юге Таиланда в результате взрыва, устроенного сепаратистами на парковке местной больницы семь человек получили ранения.
Пресс-секретарь армии заявил об освобождении более 120 задержанных активистов, политиков и учёных, отметив, что ещё десятки людей остаются под стражей, а на отпущенных граждан были наложены определённые ограничения.
28 мая примерно в 15:00 по местному времени (12:00 по московскому) стала недоступна социальная сеть Facebook. Первоначально, военное правительство опровергало информацию о её намеренной блокировке. Однако, позже, секретарь министерства информационных и телекоммуникационных технологий Сурачай Сризаракам, в заявлении переданном в прямом эфире радиостанции сухопутных войск Таиланда сказал, что «ряд социальных сетей, в том числе Facebook, временно блокируются по приказу Национального совета для мира и порядка», причём лишь отдельные страницы с информацией политического толка, уточнив, что «завтра встречаемся с представителями Twitter и Instagram чтобы попросить их сотрудничестве». Через некоторое время было выпущено ещё одно заявление военного правительства, в котором сказано, что «Национальный совет для мира и порядка не планировал блокировать доступ к сети Facebook в Таиланде. Отключение сети в некоторых районах страны произошло из-за технического сбоя главного сервера сети в Таиланде». Через примерно 35 минут после отключения Facebook снова заработал.
Газета «Бангкок пост» с помощью смс-рассылки сообщила подписчикам об освобождении из-под стражи председателя «краснорубашечного» Объединённого фронта за демократию против диктатуры Чатупхона Промпхана и некоторых ключевых фигур движения. Наряду с этим было подтверждено, что Йинглак Чиннават не находится под домашним арестом. После освобождения Промпхан написал на своей странице в Facebook, что Национальный совет для мира и порядка и движение «краснорубашечников» преследуют общую цель — «вести страну к демократии», подтвердив, что с арестованными военные обращались «очень хорошо».

#### 29 мая
29 мая новостные сообщения телеканалов, радиостанций и газет Таиланда начали менять свою тональность. В центре их внимания теперь две темы — решения военного правительства и восторженная реакция на них таиландского народа, а акции протеста против нового режима, возникающие в Бангкоке и провинциях, оказываются за кадром.
На пресс-конференции перед иностранными журналистами генерал-лейтенант армии Таиланда Чатчалем Чалемсук говоря о перевороте, сказал, что:
Это не было заранее обдуманным шагом. Мы были вынуждены действовать, чтобы предотвратить развал Таиланда. У нас обязательно пройдут выборы. Это займёт некоторое время. Если вы спросите меня, сколько уйдёт времени, то мне трудно ответить. Сегодня всё ещё проходят акции протеста. Некоторые люди хотят чинить беспорядки. По этой причине в данный момент выборы провести невозможно.

#### 30 мая
30 мая в министерстве внутренних дел Таиланда сообщили о послании в большинство провинций страны предупреждения о том, что 1 июня в разных городах возможны демонстрации и митинги против военного переворота. Однако главные выступления, как ожидается, пройдут в Бангкоке. По данным главного управления национальной полиции Таиланда, 29 мая в районе монумента Победы для предотвращения митинга было размещено более 1 тысяч солдат и полицейских, а все дороги были временно перекрыты. Заместитель главы национальной полиции Сомайс Пампанмуанг сообщил журналистам, что силы правопорядка способны направить необходимое количество силовиков в любую точку Бангкока, где будут назначены акции протеста. А в Национальном совете для мира и порядка предостерегли протестующих от новых выступлений, предупредив, что оставляют за собой право использовать слезоточивый газ для разгона несанкционированных демонстраций. Заместитель пресс-секретаря сухопутных войск Таиланда Винтхай Сувари сказал, что «необходимо понимать, что ситуацию в стране нельзя назвать нормальной. Строгие меры принимаются для сохранения мира и порядка. Позвольте мне напомнить, что все политические собрания, в которых участвуют более пяти человек, сейчас запрещены».
30 мая Прают Чан-Оча в своём телеобращении к нации пообещал сформировать временное правительство до начала нового финансового года (1 октября), а парламентские выборы провести через 14-15 месяцев, после проведения необходимых политических, социально-экономических реформ, и в это время военное правительство сконцентрируется на «восстановлении мира и порядка в стране». Чан-Оча сказал, что «сначала - страна. Потом - демократия. Дайте нам время, когда всё закончится, мы вернёмся к исполнению своего воинского долга», пообещав отменить комендантский час «в курортной зоне, а также спокойных провинциях, как только ситуация нормализуется», и, отметив, что после 20 мая, солдаты арестовали несколько вооружённых групп, изъяли большое количество оружия и боеприпасов. Он заявил, что «военное правление продлится около года и трёх месяцев, которые необходимы для подготовки к выборам. Мы потеряли слишком много времени на конфликты». По его словам, в первом этапе «будет сформирован законодательный совет, который выберет премьер-министра и определит состав временного правительства, создаст новую конституцию, а также проведёт необходимые реформы, отвечающие требованиям всех слоёв общества». Затем в течение года будут осуществляться политические реформы, и только после этого состоятся парламентские выборы — «предоставьте нам время для решения ваших проблем, а затем солдаты отойдут в сторону».

#### 31 мая
31 мая тысячи полицейских и военных были направлены на улицы Бангкока, для предотвращения демонстраций противников военного переворота. Были закрыты некоторые вокзалы и торговые центры, деловой центр города был оцеплен с установлением армейских кордонов и КПП, а некоторые районы в центре были перекрыты для проезда транспорта. Заместитель начальника полиции Бангкока Сомьет Пумпанмонг сообщил, что общая численность задействованных сил безопасности составила 5700 солдат и полицейских.

#### 1 июня
1 июня на улице Ратчапрасонг полицейские арестовали местную жительницу, вышедшую на одиночный пикет против военного переворота. Позже, около сотни протестующих смогли собраться у торгового центра «Терминал 21» с плакатами «Хунта, убирайся!» и «Мы хотим демократии!». К месту событий прибыли солдаты и полицейские, руководство торгового центра объявило о его закрытии, временно была закрыта и станция метро. Протестующие не вступали в столкновения, и через некоторое время разошлись.
В управлении Национальной полиции Таиланда сообщили о взятии под контроль восьми мест в Бангкоке, которые потенциально могут стать площадками для сбора антивоенных демонстрантов. 38 соединений полицейских и солдат, размещены у Монумента демократии, Монумента победы, в районе улицы Ратчапрасонг, где торговые центры сократили свои часы работы или были закрыты. В дорожной полиции Бангкока предупредили, что в районах, взятых под усиленную охрану, будет перекрыто дорожное движение и временно закрыты станции метро.

#### 2 июня
2 июня для чиновников и служащих открыл свои двери Дом правительства в Бангкоке, являющийся официальной резиденцией премьер-министра Таиланда, пустовавший с декабря 2013 года, подвергаясь атакам со стороны оппозиционеров. За последние несколько дней территория вокруг дома правительства была очищена от остатков баррикад, снята колючая проволока, вывезен мусор.

#### 3 июня
3 июня в телевизионном обращении представитель Национального совета по поддержанию мира и порядка сообщил, что «в Паттайе, Самуи, Пхукете, Чонбури и Сураттхани комендантский час отменяется» в связи с обращениями общественных ассоциаций и организаций, связанных с туристическим бизнесом, а также с тем, что в этих курортных зонах «нет проявлений активности противников военного переворота». Однако, в Бангкоке комендантский час продолжает действовать с 0:00 до 4:00 по местному времени. Между тем, в Паттайе за нарушение комендантского часа были задержаны 73 местных жителя. Они были продержаны в полицейских участках не более пары часов и были отпущены.
3 июня по распоряжению военного правительства был создан специальный Центр по примирению и реформированию (ЦПР). Как сообщают в министерстве внутренних дел, которому поручено организовать подразделения ЦПР во всех провинциях Таиланда, центр займётся разработкой конкретных решений по реформированию политической и социально-экономической сфер, которые устроили бы разные стороны таиландского общества, на основе собрания и обобщения в кратчайшие сроки всех предложений от государственных агентств, министерств, политических партий, рядовых граждан. Ранее, по приказу Праюта Чан-Оча крестьянам были возобновлены выплаты по государственной программе рисового залога. Чан-Оча предложил вернуться к рассмотрению транспортного мегапроекта прежних властей стоимостью в 2 трлн таиландских бат (более 2 трлн рублей), и сменил руководство в провинциальных полицейских управлениях.

#### 4 июня
4 июня в Ассоциации туроператоров России со ссылкой на Туристское управление Таиланда сообщили, что все аэропорты Таиланда работают в штатном режиме, а телефонная связь и интернет работают круглосуточно. В управлении заявили, что во всех местах, где был снят комендантский час, все коммерческие и развлекательные учреждения должны возобновить время своей работы до обычного режима, подчеркнув, что «ситуация в Бангкоке пришла в норму: на некоторых улицах есть военное присутствие, но оно едва заметно». В заявлении Министерства иностранных дел РФ была подтверждена рекомендация российским туристам не посещать Бангкок и проявлять осмотрительность в Таиланде, несмотря на отмену комендантского часа в ряде областей.

#### 5 июня
5 июня полиция и военные начали проводить масштабную совместную спецоперацию по изъятию незарегистрированного огнестрельного оружия, боеприпасов и взрывчатки у населения. По оценке экспертов, чёрный рынок оружия за семь месяцев вырос в несколько раз. По сообщению Национального управления полиции, в восточной провинции Чачоенгсао правоохранительными органами был обнаружен подпольный арсенал, состоящий из 40 пистолетов, 20 винтовок, большого количества боеприпасов и бронежилетов, а в туристической провинции Чонбури, в пляжном районе Джомтьен, обнаружены пять взрывных устройств, оставленных неизвестными на обочине дороги.
Национальный Совет по борьбе с коррупцией Таиланда создал комитет по расследованию в отношении имущества бывшего премьер-министра Таиланда Йинглак Чиннават и нескольких бывших министров, вовлечённых в подозрительную схему покупок риса, в которой они могли иметь личную выгоду.

#### 6 июня и далее
6 июня был арестован Сомбат Бунгаманонг — активист, организовывавший небольшие акции протеста против военных. Сотрудникам сил безопасности удалось напасть на след по сообщениям, которые он выкладывал в интернете.
Представитель Национального совета для мира и порядка сообщил об отмене комендантского часа в курортном городе Хуахин, его пригороде Ча-ам, на острове Краби и в провинции Панг Нга.
С 8 июня комендантский час был отменён на территории популярного у туристов острове Чанг в провинции Трат, на острове Панган в провинции Сураттхани, а также в провинции Сонгкхла.
22-летняя «Мисс Таиланд» Велури Дитсаябут, получившая титул в мае 2014 года, на своей странице в Facebook назвала сторонников бывшего премьер-министра Йинглак Чиннават «злобными активистами, которых следует казнить». Эти высказывания вызвали критику и давление в социальных сетях, в результате чего Дитсаябут отказалась от титула.
8 июня глава бангкокской полиции Сомиот Пумпанмонг рассказал о возможности выставить более шести тысяч силовиков на пять возможных мест для проведения акций протеста, в числе которых международный аэропорт и территория в центре города вокруг Большого дворца, сказав, что «мы надеемся, что протесты не спровоцируют насилие и закончатся мирным путём».
10 июня в заявлении Национального совета для мира и порядка, поступившем в распоряжение газеты «Bangkok Post» и разосланном через СМС подписчикам, сказано об отмене комендантского часа в 17 из 77 провинций страны и частично в трёх провинциях, однако в Бангкоке, имеющим статус равный провинции комендантский час продолжает действовать. Позже в список были добавлены ещё 20 из 77 провинций Таиланда.
11 июня на пресс-брифинге в Клубе иностранных корреспондентов в Бангкоке официальный представитель Национального для мира и порядка полковник Верачон Сукхондхадпатипак сообщил, что бывший премьер-министр Йинглак Чиннават была освобождена «в тот же день, когда она явилась по нашему вызову», а также, что:
Не менее 300 человек были вызваны военным командованием после переворота 22 мая. Не все из них были задержаны. Сейчас около 15 человек всё ещё изолированы. Это не арест. Все люди содержались в хороших условиях. У них была хорошая еда и всё необходимое, но они просто находились в изоляции. У нас нет политических заключённых. Не поймите нас неправильно. Мы приняли на себя всю полноту власти в стране не для того, чтобы разрушить демократию, а для того, чтобы построить в стране настоящую, зрелую демократию. Те из вас, кто давно живёт в Таиланде, знают, как мы решаем проблемы, которые перед нами встают. Демократия в нашей стране была насквозь пронизана различными недостатками, включая коррупцию. Генерал Прают Чан-Оча принял решение захватить власть только после того, как понял, что его попытки примирить стороны многолетнего политического конфликта не принесли успеха.
11 июня через суд военному правительству удалось договориться о бесплатной трансляции 22 игр чемпионата мира по футболу в Бразилии на бесплатных каналах от компании RS Plc потребовавшей за это 100 % компенсации недополученной прибыли. Это сделано в рамках программы «Возвращение счастья людям», целью которой является разрядка обстановки в обществе и укрепление доверия к правительству со стороны населения. Компания RS Plc купила эксклюзивные права на трансляцию ещё в 2005 году. Треть матчей она планировала показывать бесплатно, а для просмотра остальных игр зрителям надо было купить декодер. В общей сложности компания рассчитывала выручить от показа матчей около 700 миллионов бат (почти 22 миллиона долларов).
13 июня на брифинге по бюджету на 2015 год лидер Национального совета для мира и порядка генерал Прают Чан-Оча призвав тайцев быть «терпеливыми», сказал, что «новое правительство будет сформировано в августе, в крайнем случае в сентябре. Не спрашивайте меня, кто они и откуда». Чан-Оча не исключил, что может сам стать премьер-министром, добавив, что выборы состоятся не раньше чем через год, так как нужно время на политические реформы, в том числе на составление новой конституции. Подчеркнув, что «если у нас не будет сильной армии, к нам никто не будет прислушиваться», Чан-Оча представил планы по стимулированию экономики страны, включающие пути снижения стоимости жизни, пересмотр размеров субсидий для фермеров, а также реформу системы образования и деятельности полиции.
В тот же день, в сообщении Национального совета для мира и порядка сказано об отмене комендантского часа, так как «не наблюдается признаков возможного насилия».
22 июня в торговом центре «Сиам Парагон» в Бангкоке были арестованы восемь человек, демонстративно читавших роман Джорджа Оруэлла «1984». До этого, в провинции Чианг-Май полиция настоятельно рекомендовала владельцам киноклуба Punya Movieclub отменить запланированный показ фильма 1984, руководствуясь запретом массовых собраний и манифестаций, а в начале июня участники антивоенной акции развернули гигантский плакат с портретом генерала Чан-Оча и подписью «Thailand 1984».
24 июня находящийся в бегах бывший министр внутренних дел, один из лидеров бывшей правящей партии «Пыа тай» Чарупонг Руангсуван, объявил о создании политического движения «Организация свободных тайцев за права человека и демократию» в изгнании, которое объединит противников военного режима и будет оказывать помощь всем, кто выступает против диктатуры, так как «хунта нарушила наши законы, демократические принципы, лишила нас наших прав и свобод, достоинства». Причём этот день выбран не случайно — 24 июня 1932 года в стране произошёл военный переворот, привёдший к установлению конституционной монархии. В названии использовано словосочетание «свободные тайцы» (сери таи) употреблявшееся подпольщиками в годы Второй мировой войны, во время которой Таиланд выступал на стороне Японии.
26 июня генерал-лейтенант армии Таиланда Чатчалем Чалемсукх в ответ на заявления лидера оппозиции Сутхепа Тхаугсубана, сказавшего, что обсуждал в последние годы переворот с генералом Праютом Чан-Оча участвующий в работе Национального совета мира и порядка (НСМП — военное правительство), заявил, что «насколько я знаю, заблаговременного планирования не было. Если вы удивляетесь, почему всё прошло так гладко, то это потому, что войска уже были размещены в городе. Поэтому, когда мы объявили военное положение, на месте уже были объединённые военные и полицейские силы». Чалемсукх добавил, что любой«, кто является таиландцем и обладает необходимой квалификацией, может участвовать в выборах, даже семья Таксина Чиннавата».
27 июня в телевизионном обращении председатель Национального совета для мира и порядка генерал Прают Чан-Оча сообщил, что работа над проектом новой конституции закончена, а члены военного правительства будут детально обсуждать этот документ в течение недели, чтобы затем ввести его в действие в течение года. Чан-Оча сообщил, что парламентские выборы, по результатам которых будет сформировано демократическое правительство, пройдут в октябре 2015 года, а масштабные реформы с целью «ликвидировать в стране коррупцию, сократить разрыв между разными социальными слоями, обеспечить равный доступ населения к всевозможным ресурсам» могут занять до 300 дней.
17 июля заместитель пресс-секретаря Национального совета для мира и порядка Винтай Сувари сообщил, что с разрешения совета Чиннават вместе со своим малолетним сыном покинула страну 12 июля для поездки с 20 июля по 10 августа по Европе, в ходе которой по некоторым данным она может встретиться со своим братом Таксином Чиннаватом. Сама Чиннават сказала, что «я не откажусь от народа Таиланда и готова вернуться обратно». Одновременно, Национальная антикоррупционная комиссия Таиланда приняла решение передать материалы своего расследования в отношении Чиннават в генеральную прокуратуру, что может повлечь передачу дела в Верховный суд и приговору Чиннават к сроку до десяти лет тюремного заключения.
22 июля король Таиланда Пумипон Адульядет во время аудиенции премьер-министру военного правительства Таиланда генералу Праюту Чан-Оча, в своей резиденции в пригороде Хуахина, утвердил временную конституцию Таиланда. По словам Чан-Очи, после появления временной конституции в стране появится временное гражданское правительство, деятельность которого будет координироваться и контролироваться военными.

## Международная реакция
На введение военного положения и осуществление военного переворота последовала немедленная реакция международной общественности. Представители правительства Индонезии, Филиппин и Австралии выразили озабоченность этими событиями, а Япония призвала к незамедлительному восстановлению демократии.
- Представитель правительства Камбоджи Пхай Сипхан заявил, что в результате переворота может возрасти напряжённость на границе Камбоджи и Таиланда:

Мы хотели бы, чтобы этот переворот не ставил под угрозу демократический переход, поддержание мира и стабильность, и по-прежнему соблюдал волю и интересы тайского народа.
- Официальный представитель министерства иностранных дел КНР Хун Лэй призвал все стороны в Таиланде найти выход из кризиса путём диалога:

Китай выражает озабоченность по поводу нынешней ситуации в Таиланде. Мы надеемся, что заинтересованные стороны будут проявлять сдержанность и активизировать диалог, для того, чтобы навести порядок в стране.
- В министерстве иностранных дел Малайзии сообщили о рекомендации отказаться от поездок в Таиланд в настоящее время и отложить любые несущественные поездки в страну, а также о соблюдении комендантского часа по соображениям личной безопасности[164]. Между тем, бывший премьер-министр Махатхир Мохамад прокомментировал, что переворот в Таиланде не повлияет политически или экономически на Малайзию, сказав, что за годы независимости с 1957 года малайзийцы всегда были законопослушными гражданами[165].
- Представитель министерства иностранных дел Сингапура выразил «глубокую озабоченность» в связи с переворотом, сказав, что «Сингапур выражает серьёзную озабоченность в связи с последними событиями в Таиланде. Мы надеемся, что все участвующие стороны будут проявлять сдержанность, работать в направлении достижения положительного результата и избегать насилия и кровопролития»[166].
- Представитель министерства иностранных дел Филиппин Чарльз Хосе сказал, что «Филиппины выступают за мирное разрешение сложившейся ситуации» в «надежде на скорое возвращение к нормальной жизни в соответствии с демократическими принципами, верховенства закона и воли и заинтересованности тайского народа»[167].
- Министр иностранных дел Японии Фумио Кисида выступил с заявлением, призывая к скорейшему восстановлению демократии в Таиланде[168].
- На официальном сайте министерства иностранных дел Чили опубликовано заявление от имени правительства, в котором осуждается переворот, и выражается уверенность в том, «что политический кризис не повлияет на партнёрство с дружественной страной и её народом, и может быть регулирован мирным путём с помощью средств, позволяющих восстановление демократического сосуществования»[169].
- В пресс-релизе министерства иностранных дел Колумбии выражена обеспокоенность в связи с нынешней ситуацией в «дружественной нации» Таиланда, осуждение «разрыва институционального порядка, вызванного переворотом», и призыв к диалогу между народом и вооружёнными силами, для восстановления демократии, «выступая за конституционные права всех тайских граждан»[170].
- В пресс-релизе министерства иностранных дел Турции отмечается, что «мы сожалеем о решении вооружённых сил Таиланда приостановить действие конституции и взять под контроль правительство. Турция, в принципе, выступает против отстранения правительства недемократическими методами, которое пришло к власти всенародным голосованием»[171].
- Представитель правительства ЮАР Клэйсон Моньела, осудил государственный переворот и призвал «все заинтересованные сторон работать над процессом перехода к восстановлению конституционного порядка».
- Министр иностранных дел Австралии Джулия Бишоп сказала, что «глубоко обеспокоена» военным переворотом, настоятельно призвав австралийских туристов проявлять осторожность и обратить пристальное внимание на свою безопасность[172].

31 мая в совместном заявлении министра иностранных дел Джулии Бишоп и министра обороны Дэвида Джонстона сказано о сокращении уровня военного сотрудничества с министерством обороны Таиланда:
Правительство Австралии продолжает испытывать обеспокоенность действиями военных в Таиланде. В связи с этим Австралия приняла решение сократить свой вклад в оборонный сектор Таиланда и понизить уровень сотрудничества с министерством обороны страны. Австралийское правительство также ввело в действие механизм по недопущению въезда в страну лидеров военного переворота в Таиланде.
- Министр иностранных дел Канады Джон Бэрд осудил переворот, сказав, что «это решение нарушает демократические принципы Таиланда и находится в резком контрасте с ранними заверениями военных, что их роль будет ограничена обеспечением общественного порядка. Мы надеемся и ожидаем, что военные вернут Таиланд в гражданское состояние как можно скорее, будут уважать демократические процессы и верховенства права, обеспечивать свободу слова и собраний, а также гарантировать надлежащую правовую процедуру для тех, кто был задержан»[174].
- Представитель государственного департамента США Джен Псаки заявила о призыве к диалогу всех политических сил Таиланда:

Насколько мы понимаем, королевская армия Таиланда объявила, что введение военного положения не является государственным переворотом. Мы ожидаем, что армия выполнит своё обязательство и это будет временной мерой для предотвращения насилия, а не для подрыва демократических институтов. США твёрдо верят, что все стороны должны совместно работать над разрешением разногласий путём диалога. Эти события подчёркивают необходимость проведения выборов для того, чтобы определить волю народа Таиланда.
Позже, Джен Псаки подчеркнула, что:
Мы пересматриваем наши военные и другие программы сотрудничества с правительством Таиланда. Мы предварительно уже приостановили военную составляющую помощи и изучаем развитие событий. Это стандартная процедура. На данный момент мы проводим всесторонний обзор ситуации.
Государственный секретарь США Джон Керри призвав «восстановить гражданское управление, вернуться к демократии и уважать права человека и основные свободы, такие как свобода печати», сказал, что:
Мы ценим давнюю дружбу с таиландским народом, но эти действия будут иметь негативные последствия для отношений США и Таиланда, особенно для наших отношений с таиландской армией. Мы пересматриваем военную и другую помощь и сотрудничество в соответствии с законами США. Для этого военного переворота нет оправдания. Я призываю немедленно восстановить деятельность гражданского правительства, вернуться к демократии, к соблюдению прав человека и фундаментальных свобод, таких как свобода прессы. Путь вперёд для Таиланда должен подразумевать в том числе проведение досрочных выборов, отражающих волю народа.
Представитель государственного департамента США Мэри Харф сообщила о прекращении программы военной помощи Таиланду в размере 3,5 млн долларов, порекомендовав американцам по мере возможности отказаться от поездок в Таиланд и в Бангкок в частности. По её словам, рассматривается возможность прекращения и прямой помощи в размере 7 млн долларов.
Официальный представитель Министерства обороны США Джон Кирби заявил об отмене совместных ежегодных учений вооружённых сил США и Таиланда, назначенных на февраль—март 2015 года, и запланированного на июнь визита командующего Тихоокеанским флотом ВМС США Гарри Харриса в Таиланд и отзыве приглашения на ответный визит командующего вооружёнными силами Таиланда, сказав, что «мы призываем вооружённые силы Таиланда действовать в интересах их соотечественников, закончить этот переворот и вернуть верховенство прав и свобод, гарантированные гражданам согласно демократическому правлению». Официальный представитель Государственного департамента США Мэри Харф сообщила об отмене финансируемых Вашингтоном полицейских учений в Таиланде, которые должны были начаться 26 мая, сказав, что «это касается и обучающей июньской поездки ряда офицеров из руководства таиландского полицейского ведомства в США, которая предполагала посещение ряда объектов ФБР и встречу с коллегами из правоохранительных органов».
Представитель Государственного департамента США Мэри Харф говоря о военном правительстве, призвала его членов незамедлительно освободить всех задержанных:
Они распустили сенат, задержали ряд людей, призвали на военную службу некоторых учёных и журналистов и продолжили ограничивать прессу. Мы вновь призываем военных отпустить задержанных по политическим причинам, покончить с ограничениями прессы и предпринять шаги по восстановлению гражданского правления и демократии путём проведения выборов.
28 мая в пресс-службе Государственного департамента США сообщили о приостановке оказания военной помощи Таиланду и заморозке выделенных на эти цели бюджетных средств на сумму более 3,5 млн долларов США.
31 мая министр обороны США Чак Хейгел, выступая на форуме по безопасности в АТР Shangri-La Dialogue в Сингапуре потребовал от новых властей Таиланда проведения «незамедлительных и честных выборов» в ближайшее время и резко осудил «произошедшую смену власти в Таиланде, призвав военных, установивших контроль за органами госуправления, к скорейшему освобождению всех политических заключённых».
- В коммюнике представителя Европейской службы внешнеполитической деятельности сообщается, что Евросоюз обеспокоен событиями в Таиланде и призывает военных уважать полномочия гражданских властей, отметив, что, необходимо, чтобы Таиланд быстро вернулся к легитимному демократическому процессу[185]:

В этом отношении мы подчёркиваем важность проведения заслуживающих доверия и охватывающих все стороны выборов, как только это будет возможно. Мы призываем все стороны к сдержанности и работать вместе в интересах страны. Мы чрезмерно обеспокоены событиями в Таиланде и следим за их развитием. Военные должны принять и уважать конституционные полномочия гражданских властей как основного принципа демократического правления.
23 июня на плановой встрече в Брюсселе министры иностранных дел стран Европейского союза потребовали «немедленного освобождения всех политзаключённых и возобновления действия гражданских свобод», приостановив переговоры о соглашении о партнёрстве и сотрудничестве с Таиландом:
ЕС настаивает на срочном возобновлении демократического процесса, путём восстановления действия конституции и проведения достойных доверия и всеохватывающих выборов. Страны ЕС не подпишут соглашения о партнёрстве и сотрудничестве с Таиландом, пока в стране не появится демократически избранное правительство.
В ответ на это, исполняющий обязанности министра иностранных дел Таиланда Сихасак Пхуанкеткой заявил, что Таиланд разочарован решением Евросоюза и предложил ему «пересмотреть свои взгляды на принятые меры. В своём решении ЕС не уделил внимания реальному улучшению ситуации в Таиланде и его движению в сторону демократии. Евросоюзу следует понять, что происходит в нашей стране». Перед этим он встретился с послами европейских стран, чтобы «разъяснить им ситуацию», и получил заверения, что меры, принятые ЕС, не отразятся на развитии коммерческих связей и туризме.
- Министр иностранных дел Великобритании Уильям Хейг выступил с заявлением, в котором сказал:

Я крайне обеспокоен сегодняшним переворотом. Великобритания призывает к восстановлению демократически избранного гражданского правительства, служащим интересам своего народа и выполняющим свои обязательства в области прав человека. Мы с нетерпением ждём возможности передачи властям чёткого графика выборов, чтобы помочь повторно установить демократическую основу управления. Там не должно быть применения насилия: только открытое обсуждение всего спектра вопросов поможет Таиланду двигаться вперёд и достичь более устойчивого положения.
Представитель министерства иностранных дел Великобритании заявил о пересмотре военного сотрудничества с Таиландом, сказав, что «в качестве первого шага мы немедленно отменяем ряд визитов представителей военных между нашими странами».
- Министр иностранных дел ФРГ Франк-Вальтер Штайнмайер выступил с заявлением, осуждающим переворот, призывая к быстрому проведению выборов и восстановлению конституционных гарантий[191].
- Президент Франции Франсуа Олланд осудил переворот, призвав к «немедленному возвращению к конституционному строю и голосованию, которое должно быть организовано»[192].
- В сообщении департамента информации и печати Министерства иностранных дел РФ России был помещён призыв «к урегулированию ситуации в Таиланде путём мирного диалога между всеми заинтересованными сторонами с целью скорейшего возвращения политического процесса в конституционное поле»[193]. В сообщении Министерства иностранных дел РФ для СМИ было сказано о рекомендации россиянам направляться в курортные зоны без заезда в столицу, отметив, что обстановка в основных туристических центрах — Паттайе, Пхукете, Самуе, Чанге и Хуахине — остаётся спокойной[194][195]. На брифинге в Москве официальный представитель министерства Александр Лукашевич заявил, что «несмотря на относительно спокойную обстановку в основных туристических районах, призываем соблюдать предельную осторожность — это важно с точки зрения безопасности»[196].

Заведующий консульским отделом посольства России в Таиланде Андрей Дворников заявил о рекомендации российским туристам воздержаться от посещения Бангкока и выполнять все требования военных властей. Позже, Дворников пояснил, что комендантский час будет распространяться, в том числе, и на курортные зоны, сообщив о настойчивой рекомендации россиянам соблюдать осторожность и выполнять требования властей страны. Пресс-секретарь организации «Ростуризм» Ирина Щеголькова рекомендовала туристам из РФ не выходить за пределы территорий отелей в Таиланде.
Заместитель почётного консула России в Паттайе Виктор Кривенцов сообщил, что военное правительство в ближайшее время намерено отменить комендантский час в курортной зоне:
Жизнь в курортной зоне продолжается в обычном режиме. Единственное, что указывает на свершившийся военный переворот - это комендантский час. Однако, как нам сообщил осведомлённый источник в правоохранительных органах, в ближайшие дни в курортной зоне комендантский час, скорее всего, будет отменён. В нём нет никакой необходимости. Каждое утро мы входим в контакт с местными полицейскими властями, чтобы убедиться, что ни один россиянин не был задержан за нарушение комендантского часа.
- Официальный представитель генерального секретаря ООН Стефан Дюжаррик заявил, что Пан Ги Мун «озабочен военным захватом власти в Таиланде» и «призывает как можно скорее вернуться к конституционному, гражданскому и демократическому правлению, а также начать всесторонний диалог, который откроет путь к долгосрочному миру и процветанию Таиланда»[178][201].

В заявлении ООН была выражена обеспокоенность ситуацией в Таиланде с призывом соблюдать права человека. Пресс-секретарь Управления Верховного комиссара ООН по правам человека Равина Шамдасани заявила, что:
Мы напоминаем властям Таиланда, что, согласно международным законам, гарантирующим права и свободы, они должны выполнять обязательства, строго ограничивающие использование чрезвычайных полномочий. И мы призываем власти страны сделать всё, чтобы обеспечить соблюдение фундаментальных прав человека.
Верховный комиссар ООН по правам человека Нави Пиллэй призвала новое правительство уважать права человека и восстановить в стране законность и порядок, напомнив, что любые чрезвычайные меры должны осуществляться в соответствии с нормами международного права с соблюдением Международного пакта о гражданских и политических правах, и подчеркнула, что право на жизнь и запрет на пытки не могут нарушаться ни при каких обстоятельствах:
В течение последних пяти месяцев сотрудники Управления внимательно следили за политическими беспорядками в Таиланде. Я глубоко озабочена силовым смещением избранного правительства, введением военного положения, приостановкой действия Конституции и чрезвычайными мерами, которые ограничивают права людей.